# Dichetophora obliterata

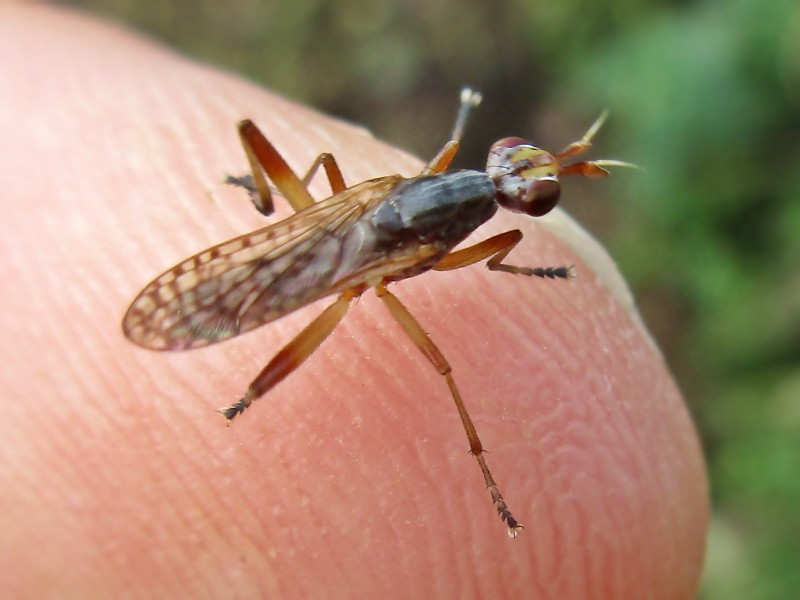

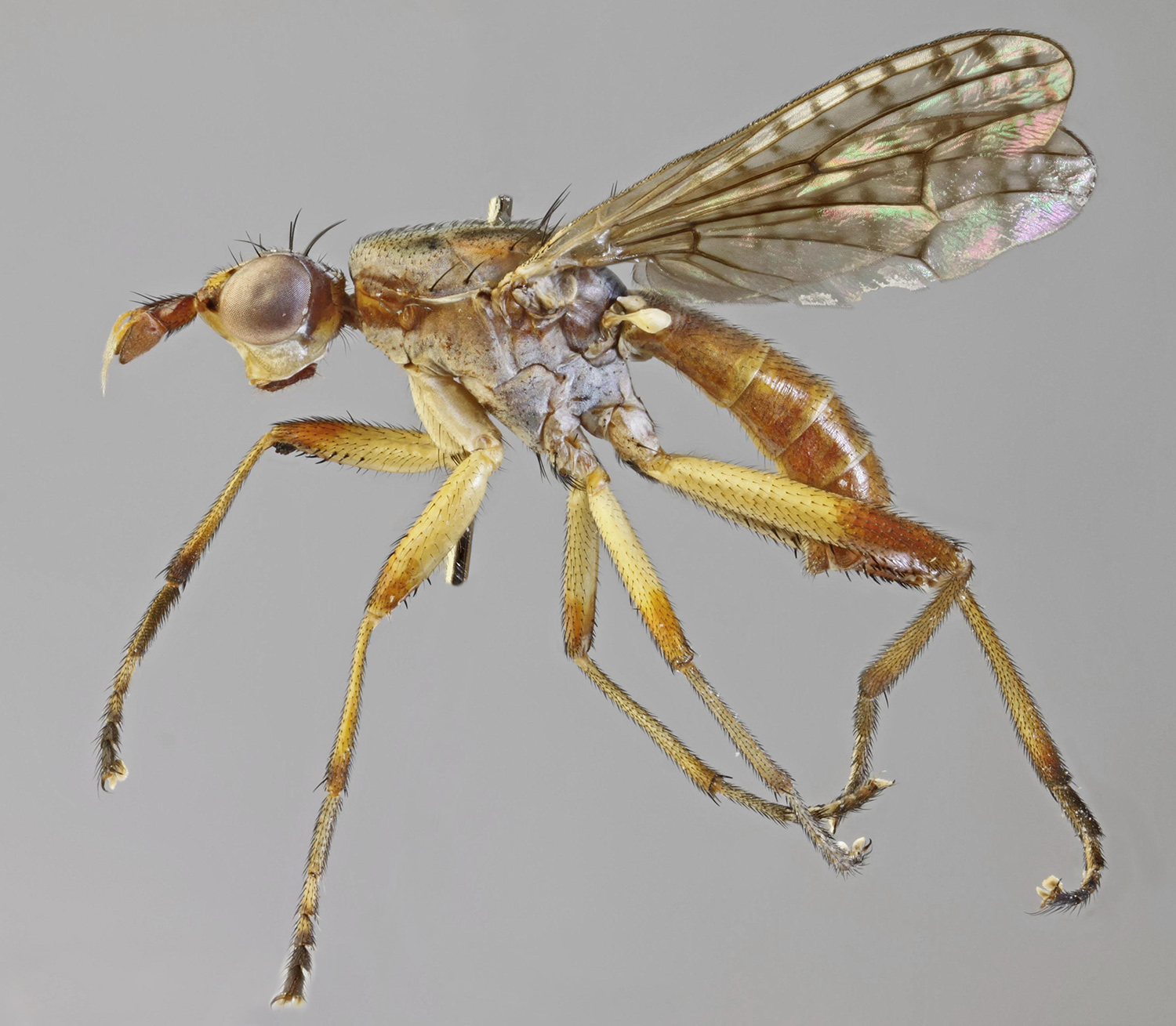

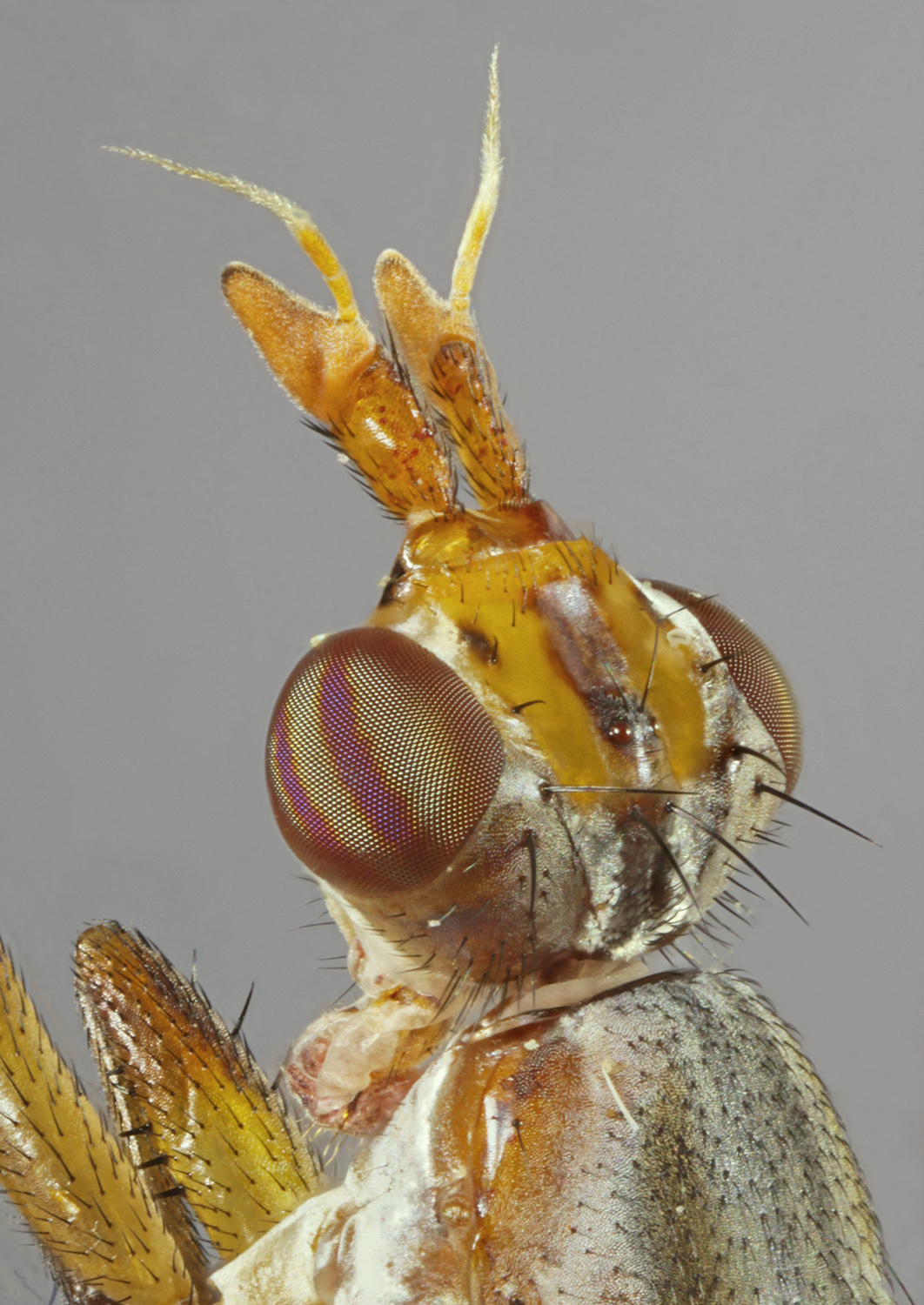

Dichetophora obliterata ist eine Fliege aus der Familie der Hornfliegen (Sciomyzidae). Die Art ist im Gegensatz zu anderen Hornfliegen strikt an Land gebunden.

## Merkmale
Die etwa 8 mm langen schlanken Fliegen besitzen einen grauen Thorax, der Hinterleib ist rot-orange gefärbt. Die Beine sind überwiegend blassgelb gefärbt. Die apikalen Enden der Femora sind auffällig rot gefärbt. Dadurch unterscheidet sich die Art von der sehr ähnlichen Art Dichetophora finlandica. Über die Facettenaugen verlaufen zwei rote Längsstreifen. Der Oberkopf ist orange, die Fühler hellrot. Die Flügel besitzen eine braune Aderung. Am Flügelvorderrand befinden sich mindestens zwei seitlich versetzte Reihen dunkelbrauner Flecke. Die über dem Hinterleib zusammengeklappten Flügel weisen dadurch an den Rändern ein Schachbrett-artiges Muster auf.

## Verbreitung
Dichetophora obliterata ist in Mittel- und Südeuropa weit verbreitet. Im Norden reicht das Vorkommen bis in das Benelux und nach England, im Süden bis nach Nordafrika. Im Osten reicht das Verbreitungsgebiet bis in die östliche Paläarktis.

## Lebensweise
Die Fliegen beobachtet im Sommer und im Herbst, etwa von Juli bis Oktober. Als typischer Lebensraum der Art gelten Feuchtgebiete, man findet sie jedoch auch in anderen Biotopen. Die Weibchen legen ihre Eier nach einer bis zu zwei Monaten dauernden Präovipositionsperiode an den Gehäusen von Landlungenschnecken ab. In Laborversuchen ernährten sich die Larven im ersten Stadium als Endoparasitoide von der Genabelten Puppenschnecke (Lauria cylindracea). In den beiden folgenden Larvenstadien wurden größere Wirte ausgewählt, darunter Vertreter der Gattungen Helicella und Theba. Die Überwinterung findet als ausgewachsene Larve statt.